# Bomolocha obliterata
Bomolocha obliterata là một loài bướm đêm trong họ Noctuidae.